# Giro d'Italia de 1932
Giro d'Italia de 1932 foi a vigésima edição da prova ciclística Giro d'Italia (Corsa Rosa), realizada entre os dias 14 de maio e 5 de junho de 1932.
A competição foi realizada em 13 etapas com um total de 3.235 km.
O vencedor foi o ciclista Antonio Pesenti. Largaram 119 competidores cruzaram a linha de chegada 65 corredores.